# 化野念仏寺
化野念仏寺（あだしのねんぶつじ）は、京都市右京区嵯峨鳥居本化野町にある浄土宗の寺院。山号は華西山。本尊は阿弥陀如来。化野は東山の鳥辺野（とりべの）、洛北の蓮台野と並ぶ平安時代以来の墓地であり、風葬の地として知られる。

## 歴史
伝承によれば弘仁2年（811年）、空海が当地に野ざらしになっていた遺骸を埋葬して供養のために千体の石仏を埋め、五智如来の石仏を建てて五智山如来寺を建立したのに始まるとされる。その後、法然が念仏道場を開き、名称も念仏寺となったという。
本尊は阿弥陀如来像（寺伝では湛慶作というが実際の作者は不明）、本堂は江戸時代の正徳2年（1712年）に寂道により再建された。
明治30年代に宗教奉仕団体、福田海（ふくでんかい）の開祖である中山通幽（なかやまつうゆう）師が、埋没していた無縁仏を掘り出し集めた。そしてそれらは釈尊宝塔説法を聴く人々の姿になぞらえて配列、安祀している。その数は約八千体で、石仏と共に発掘される壺や古銭の時代考証によると平安から、鎌倉、室町、江戸の各時代に及ぶ。この無縁仏の霊にローソクをお供えする千灯供養は地蔵盆の夕刻より行われる。石仏や石塔の一処に会して肩を寄せ合う様に並ぶ全景は、空也上人の地蔵和讃にあるように、嬰児が一つ二つと石を積み上げた河原の有様を思わせることから賽の河原にちなんで西院（さい）の河原という。
境内には水子地蔵もあり、地蔵菩薩の縁日には水子供養が行われている。

## 境内
- 本堂 - 正徳2年（1712年）再建。
- 庫裏
- 水子地蔵堂
- 延命地蔵堂
- 鐘楼
- 西院の河原 - 十三重石塔を中心に約8,000体の石仏や石塔が並ぶ。
- 天満宮
- 角倉素庵の墓 - 竹林の中にある。
- 六面六体地蔵尊 - 地獄道、餓鬼道、畜生道、修羅道、人道、天道の各面それぞれに対応する地蔵尊が半肉彫りで作られている。
- 仏舎利塔 - ストゥーパ。インドのマディヤ・プラデーシュ州にある世界文化遺産・サーンチーの塔を模して昭和44年（1969年）に建立された。
- 山門

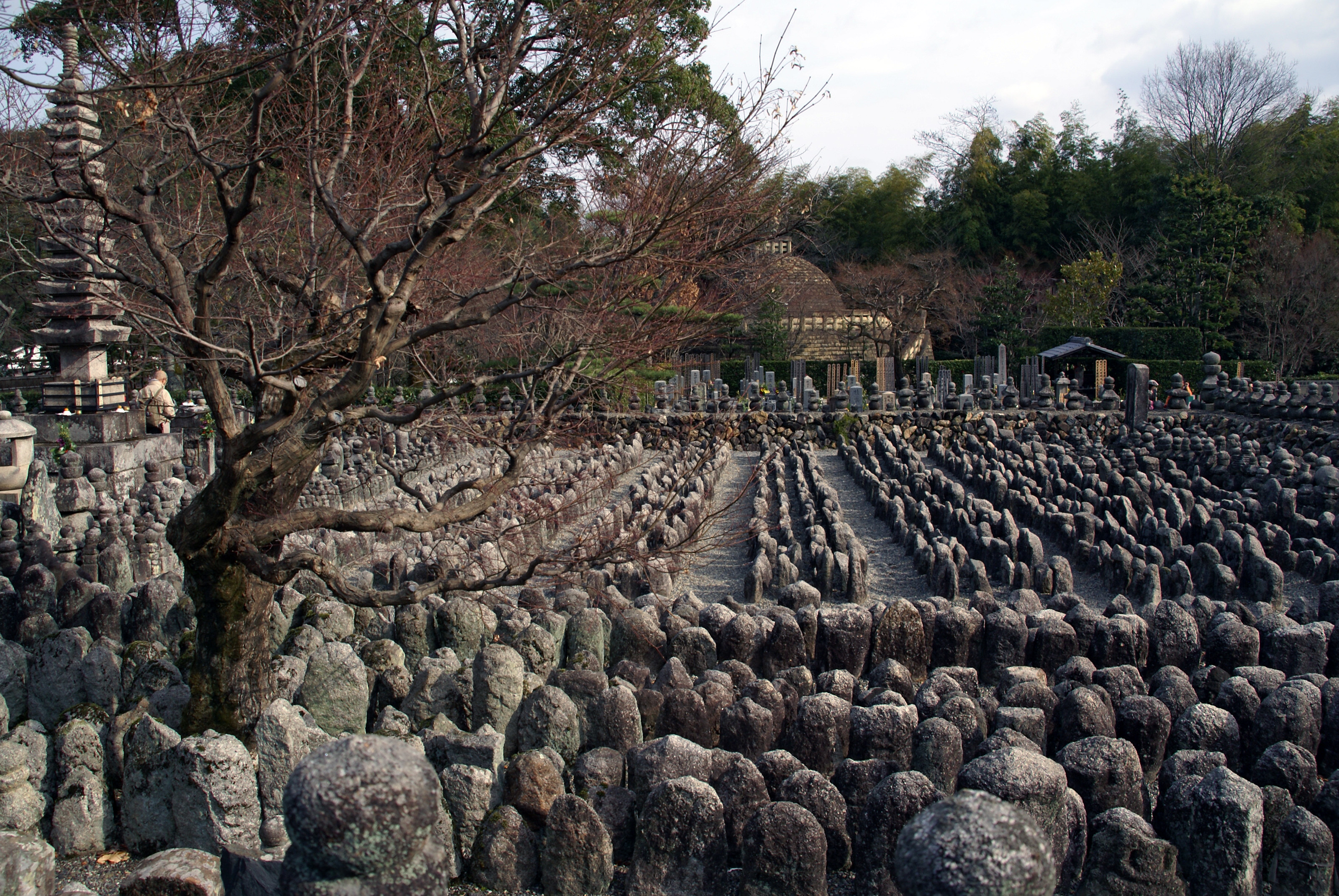
西院の河原
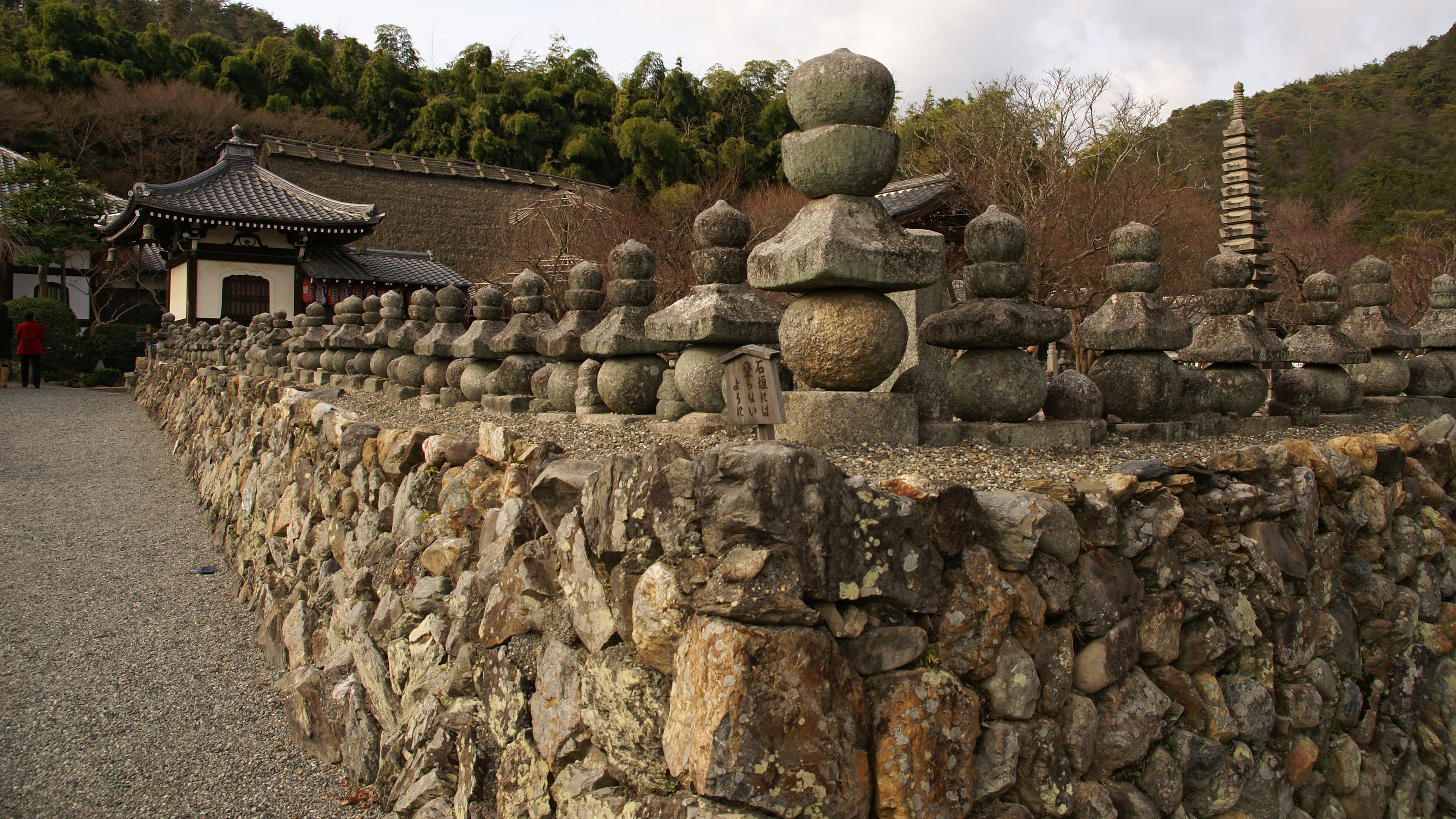
西院の河原を外から見たところ
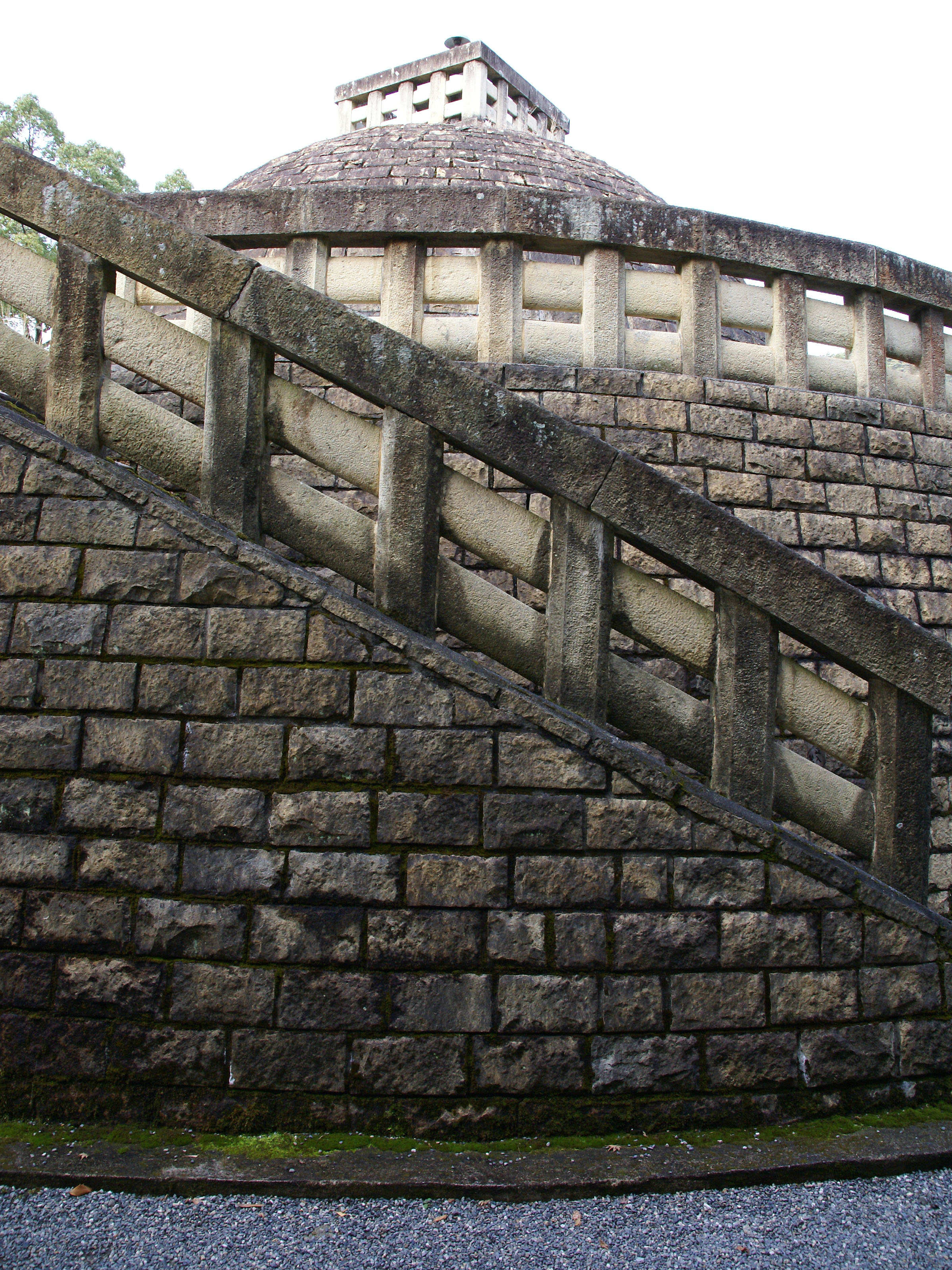
仏舎利塔
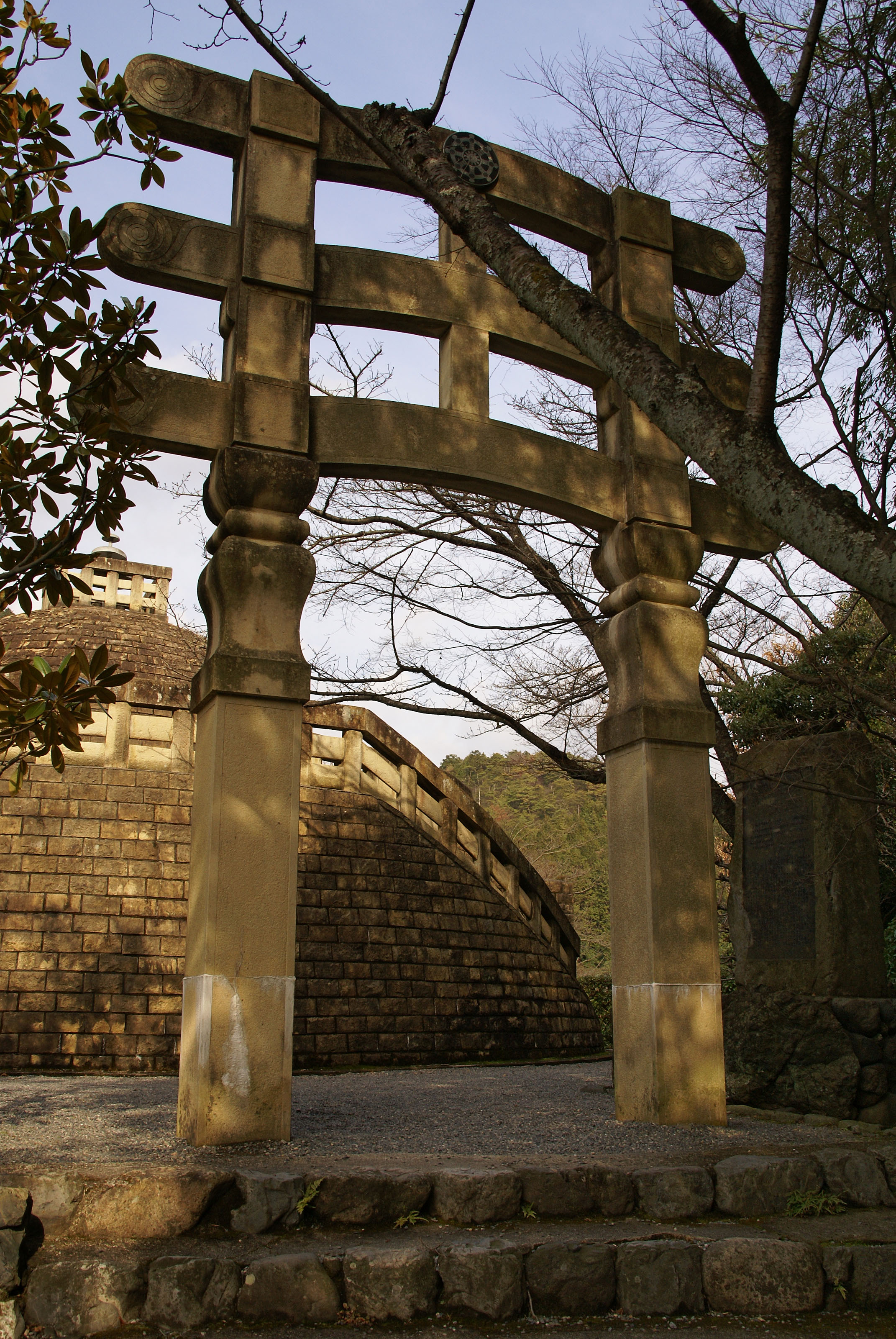
鳥居（トーラナ）

## 行事
- 6月24日　浄焚式と水子総供養　不用となったお守り・お札・塔婆など拝んで燃やします。他の月の24日は、水子供養を開催。
- 8月23日24日　千灯供養。
- 11月23日　お火焚き祭　境内のお社の1年間の感謝祭。
- 12月31日　除夜の鐘[1]

## 交通アクセス
- 「清滝行」京都バスを「鳥居本」バス停で下車、徒歩5分。「愛宕寺前」下車後嵯峨鳥居本の重要伝統的建造物群保存地区を通る旧街道経由で10分。

鳥居本バス停あるいは愛宕寺前バス停までは
- 阪急嵐山線 嵐山駅から嵐電嵐山駅経由の京都バス清滝行で18分。日中は1時間おきの運転のため、時刻を予め調べておく必要がある。また、土曜・休日は帰路のみ嵐電嵐山駅は経由しない。
- JR京都線 京都駅から京都バス72番清滝行で60分だが、京都駅を17時台発の平日・休日1本、土曜2本しかないため、観光用には使えない。
- 四条河原町・三条京阪から京都バス62番清滝行で60分だが、四条河原町・三条京阪を朝7時台発の1本しかないので注意。